# Ameugny
Ameugny est une commune française située dans le département de Saône-et-Loire en région Bourgogne-Franche-Comté.

## Géographie

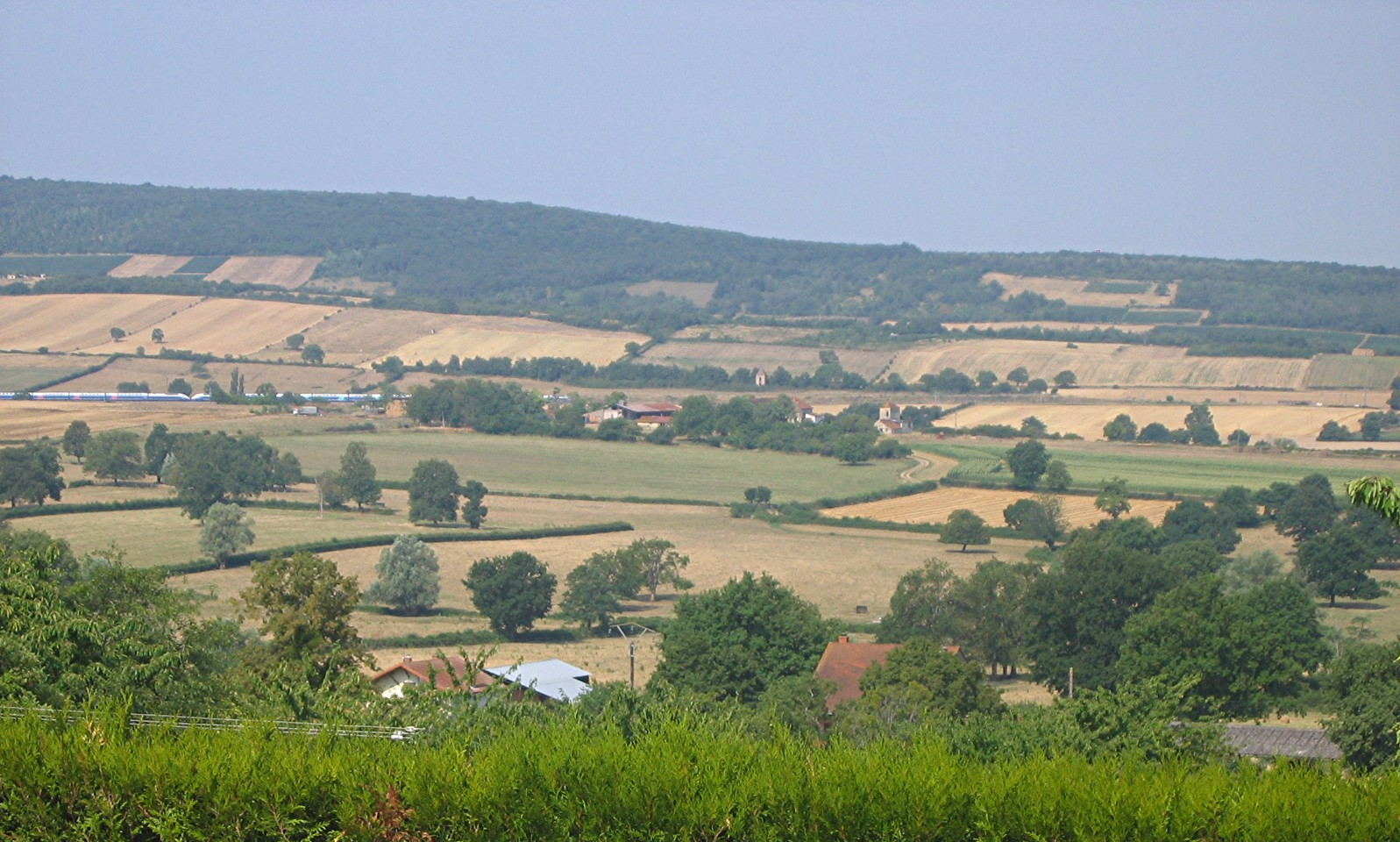
Paysage vu depuis l'église du village.

Ameugny est située en Saône-et-Loire, entre Mâcon et Chalon-sur-Saône, dans le Sud de la Bourgogne-Franche-Comté. Elle se trouve à quelques kilomètres seulement de Cluny, où les moines de l'abbaye ont joué un rôle important dans toute la région jusqu'au XIIe siècle.
Le village se situe en haut d'une colline, à proximité du village de Taizé – célèbre pour sa communauté religieuse – et à deux kilomètres de Cormatin et de son château.
La commune comporte plusieurs lieux-dits comme le Bois dernier et la Grange Sercy.

### Climat
Pour des articles plus généraux, voir Climat de la Bourgogne-Franche-Comté et Climat de Saône-et-Loire.
En 2010, le climat de la commune est de type climat océanique dégradé des plaines du Centre et du Nord, selon une étude du Centre national de la recherche scientifique s'appuyant sur une série de données couvrant la période 1971-2000. En 2020, Météo-France publie une typologie des climats de la France métropolitaine dans laquelle la commune est dans une zone de transition entre le climat océanique altéré et le climat océanique altéré et est dans la région climatique Bourgogne, vallée de la Saône, caractérisée par un bon ensoleillement (1 900 h/an), un été chaud (18,5 °C), un air sec au printemps et en été et des vents faibles.
Pour la période 1971-2000, la température annuelle moyenne est de 11,2 °C, avec une amplitude thermique annuelle de 17,6 °C. Le cumul annuel moyen de précipitations est de 867 mm, avec 11,9 jours de précipitations en janvier et 7,3 jours en juillet. Pour la période 1991-2020, la température moyenne annuelle observée sur la station météorologique de Météo-France la plus proche, « Jalogny_sapc », sur la commune de Jalogny à 12 km à vol d'oiseau, est de 11,2 °C et le cumul annuel moyen de précipitations est de 873,4 mm. 
La température maximale relevée sur cette station est de 39,6 °C, atteinte le 12 août 2003 ; la température minimale est de −21,6 °C, atteinte le 17 janvier 1985,,.
Les paramètres climatiques de la commune ont été estimés pour le milieu du siècle (2041-2070) selon différents scénarios d'émission de gaz à effet de serre à partir des nouvelles projections climatiques de référence DRIAS-2020. Ils sont consultables sur un site dédié publié par Météo-France en novembre 2022.

## Urbanisme

### Typologie
Au 1er janvier 2024, Ameugny est catégorisée commune rurale à habitat dispersé, selon la nouvelle grille communale de densité à sept niveaux définie par l'Insee en 2022.
Elle est située hors unité urbaine et hors attraction des villes,.

### Occupation des sols
L'occupation des sols de la commune, telle qu'elle ressort de la base de données européenne d’occupation biophysique des sols Corine Land Cover (CLC), est marquée par l'importance des territoires agricoles (99,5 % en 2018), une proportion identique à celle de 1990 (99,5 %). La répartition détaillée en 2018 est la suivante : prairies (61,5 %), terres arables (29 %), zones agricoles hétérogènes (9,1 %), forêts (0,5 %). L'évolution de l’occupation des sols de la commune et de ses infrastructures peut être observée sur les différentes représentations cartographiques du territoire : la carte de Cassini (XVIIIe siècle), la carte d'état-major (1820-1866) et les cartes ou photos aériennes de l'IGN pour la période actuelle (1950 à aujourd'hui).

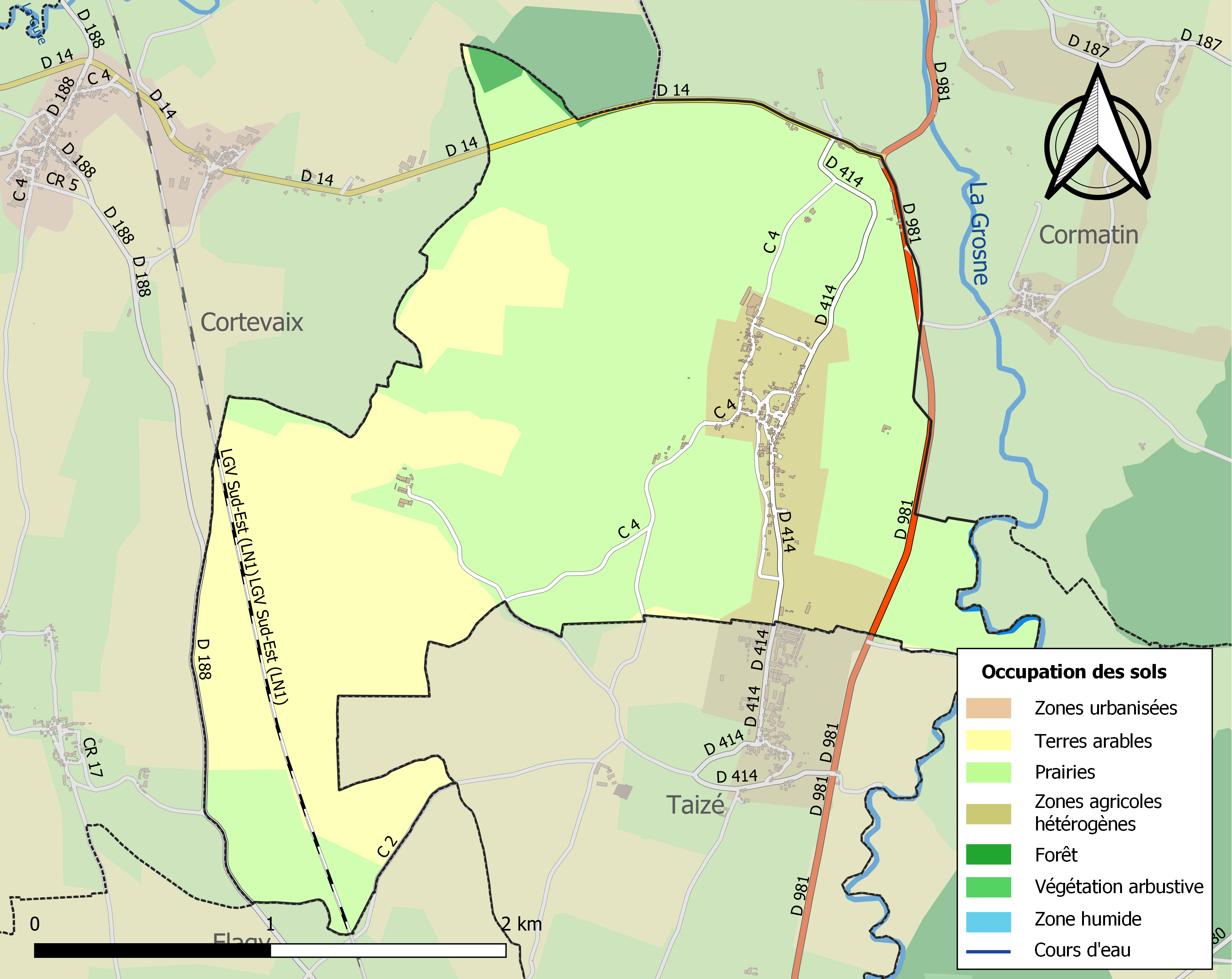
Carte des infrastructures et de l'occupation des sols de la commune en 2018 (CLC).

## Toponymie

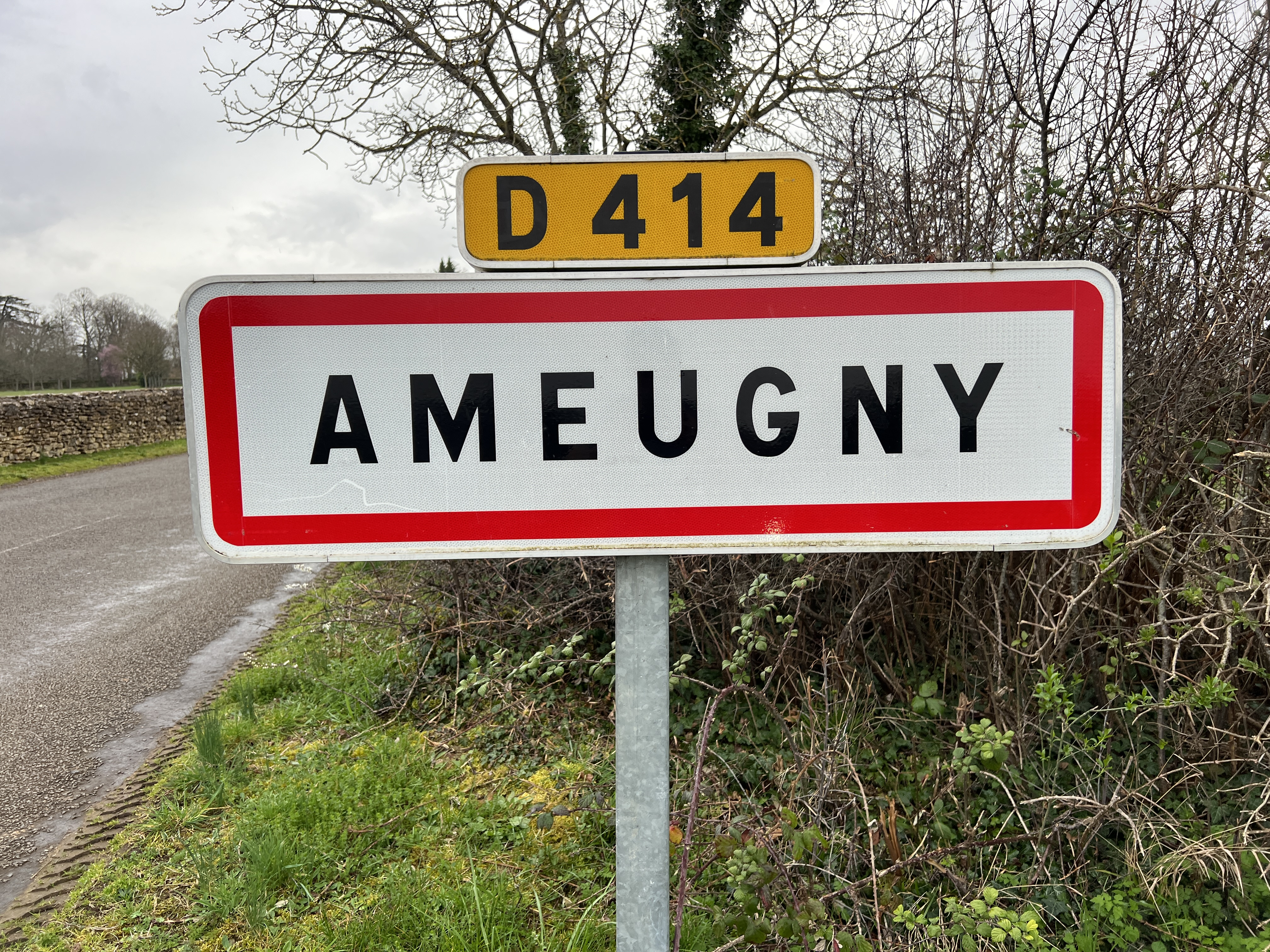
Panneau d'entrée dans la commune.

La localité est dénommée, à l'époque gallo-romaine, « Almoniacus », c’est-à-dire « le domaine d’Almos ».

## Histoire
L’église est mentionnée dans une charte en 1050, en tant qu' « Ecclesia Sancta Maria de Ammoniaco ». Deux siècles plus tard, en 1247, l’église est unie au chapitre Saint-Vincent de Mâcon.
La paroisse faisait partie du bailliage et du diocèse de Mâcon, de l'archiprêtré du Rousset et du marquisat d'Uxelles.

## Politique et administration

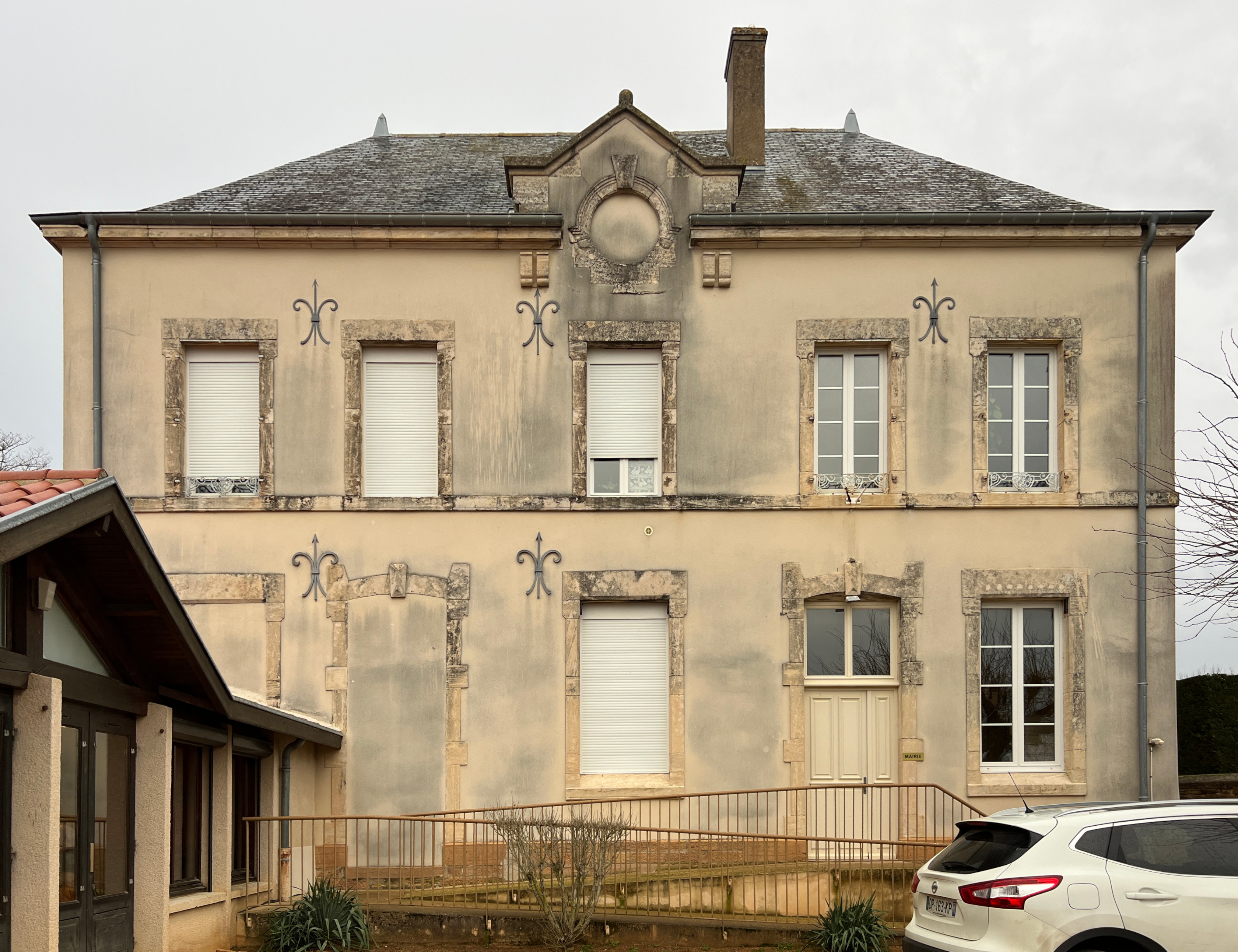
Mairie.

| Période                                  | Période                       | Identité         | Étiquette | Qualité |
| ---------------------------------------- | ----------------------------- | ---------------- | --------- | ------- |
| mars 1983                                | mars 2008                     | Paul Comte       | ...       | ...     |
| mars 2008                                | juin 2020                     | Jeanick Lemaître | ...       | ...     |
| juin 2020                                | En cours (au 14 juillet 2020) | Virginie Logerot | ...       | ...     |
| Les données manquantes sont à compléter. |                               |                  |           |         |

## Démographie

Les vignobles du Mâconnais.

L'évolution du nombre d'habitants est connue à travers les recensements de la population effectués dans la commune depuis 1793. Pour les communes de moins de 10 000 habitants, une enquête de recensement portant sur toute la population est réalisée tous les cinq ans, les populations de référence des années intermédiaires étant quant à elles estimées par interpolation ou extrapolation. Pour la commune, le premier recensement exhaustif entrant dans le cadre du nouveau dispositif a été réalisé en 2007.

En 2022, la commune comptait 168 habitants, en évolution de −1,18 % par rapport à 2016 (Saône-et-Loire : −1,06 %, France hors Mayotte : +2,11 %).
| 1793 | 1800 | 1806 | 1821 | 1831 | 1836 | 1841 | 1846 | 1851 |
| ---- | ---- | ---- | ---- | ---- | ---- | ---- | ---- | ---- |
| 344  | 354  | 346  | 418  | 445  | 413  | 409  | 403  | 392  |

| 1856 | 1861 | 1866 | 1872 | 1876 | 1881 | 1886 | 1891 | 1896 |
| ---- | ---- | ---- | ---- | ---- | ---- | ---- | ---- | ---- |
| 354  | 356  | 344  | 346  | 357  | 313  | 279  | 287  | 272  |

| 1901 | 1906 | 1911 | 1921 | 1926 | 1931 | 1936 | 1946 | 1954 |
| ---- | ---- | ---- | ---- | ---- | ---- | ---- | ---- | ---- |
| 245  | 223  | 199  | 172  | 172  | 162  | 159  | 165  | 162  |

| 1962 | 1968 | 1975 | 1982 | 1990 | 1999 | 2006 | 2007 | 2012 |
| ---- | ---- | ---- | ---- | ---- | ---- | ---- | ---- | ---- |
| 185  | 148  | 122  | 148  | 143  | 156  | 138  | 135  | 153  |

| 2017 | 2022 | - | - | - | - | - | - | - |
| ---- | ---- | - | - | - | - | - | - | - |
| 172  | 168  | - | - | - | - | - | - | - |

## Cultes
Ameugny est le siège de l'une des sept paroisses composant le doyenné de Mâcon (doyenné relevant du diocèse d'Autun) : la paroisse Saint-Augustin en Nord-Clunisois, qui regroupe seize villages.

## Culture locale et patrimoine

### Lieux et monuments
Sont à voir à Ameugny :
- l'église romane Notre-Dame-de-l'Assomption, classée au titre des Monuments historiques par un arrêté du 22 octobre 1913 et relevant de la paroisse Saint-Augustin en Nord-Clunisois (Ameugny)[18].
- une ancienne borne miliaire dans le bas du village, délimitant Ameugny et Taizé (sur chaque face sont gravés les écussons des deux localités) ;
- le château d’Ameugny ;
- le château de Contenson.

### Personnalités liées à la commune
- Étienne Maynaud de Bizefranc de Lavaux (1751-1828) , général de division et homme politique de la Révolution française, est enterré dans la commune.
- Alfred Mathey (1819-1892), maire d'Ameugny et sénateur de Saône-et-Loire y est mort.

### Héraldique
| Blason de Ameugny | Blason  | De gueules à trois chevrons d'or.                                                      |
| Blason de Ameugny | Détails | Armes de la famille du Blé, seigneur d'Ameugny et de Cormatin. Adopté le 24 juin 1994. |

## Pour approfondir